# Ламорле
Ламорле (фр. Lamorlaye) — город на севере Франции, регион О-де-Франс, департамент Уаза, округ Санлис, кантон Шантийи. Расположен в 43 км к юго-востоку от Бове и в 35 км к северу от Парижа, в 11 км от автомагистрали А1 "Север", в центре лесного массива Шантийи. Через город протекает речка Тев, приток Уазы.
Население (2018) — 8 823 человека.

## История
Расцвет Ламорле начался в середине XV века, когда небольшое селение с прилегающими территориями приобрел новый владелец Антуан де Галле, который построил здесь замок (от него сохранился только ров) и восстановил церковь. В XVII веке Ламорле выкупили принцы Конде ― владельцы замка Шантийи. 
С начала XIX века в Ламорле появились первые конюшни, что впоследствии дало городу прозвище «рая для лошадей», которым он очень гордится. 
Нынешний замок был выкуплен и перестроен в 1820 году. В 1960-2002 годах он принадлежал Европейскому библейскому институту, который основал в нем богословское учебное заведение. В 2005 году муниципалитет Ламорле выкупил замок и теперь он вместе с прилегающим парком стал излюбленным местом отдыха горожан.
В настоящее время Ламорле является признанным центром конного бизнеса. В городе существуют несколько конезаводов, многие знаменитые люди помещают в местные конюшни своих лошадей. В октябре в городе проходит конный фестиваль.

## Достопримечательности
- Шато Ламорле XIX века
- Церковь Святого Николая, восстановленная после пожара в XIX веке

## Экономика
Структура занятости населения:
- сельское хозяйство — 1,4 %
- промышленность — 6,0 %
- строительство — 5,2 %
- торговля, транспорт и сфера услуг — 48,9 %
- государственные и муниципальные службы — 38,6 %

Уровень безработицы (2017) — 9,3 % (Франция в целом — 13,4 %, департамент Уаза — 13,8 %). 

Среднегодовой доход на 1 человека, евро (2018) — 32 400 (Франция в целом — 21 730, департамент Уаза — 22 150).

## Демография
Динамика численности населения, чел.

## Администрация
Пост мэра Ламорле с 2017 года занимает Николя Мула (Nicolas Moula). На муниципальных выборах 2020 года возглавляемый им правый список победил в 1-м туре, получив 69,81 % голосов.
| Период | Период | Фамилия         | Партия                             | Примечания                            |
| ------ | ------ | --------------- | ---------------------------------- | ------------------------------------- |
| 1975   | 1999   | Жак Рембер      | Объединение в поддержку Республики | член Генерального совета департамента |
| 1999   | 2001   | Пьер Лавернь    | Объединение в поддержку Республики |                                       |
| 2001   | 2008   | Антуан Саломон  | Разные правые                      |                                       |
| 2008   | 2014   | Антуан Гарнье   | Союз за народное движение          |                                       |
| 2014   | 2017   | Николь Ладюрель | Разные правые                      | директор школы                        |
| 2017   |        | Николя Мула     | Республиканцы                      |                                       |

## Города-побратимы
- Баллинахинч, Северная Ирландия

## Галерея

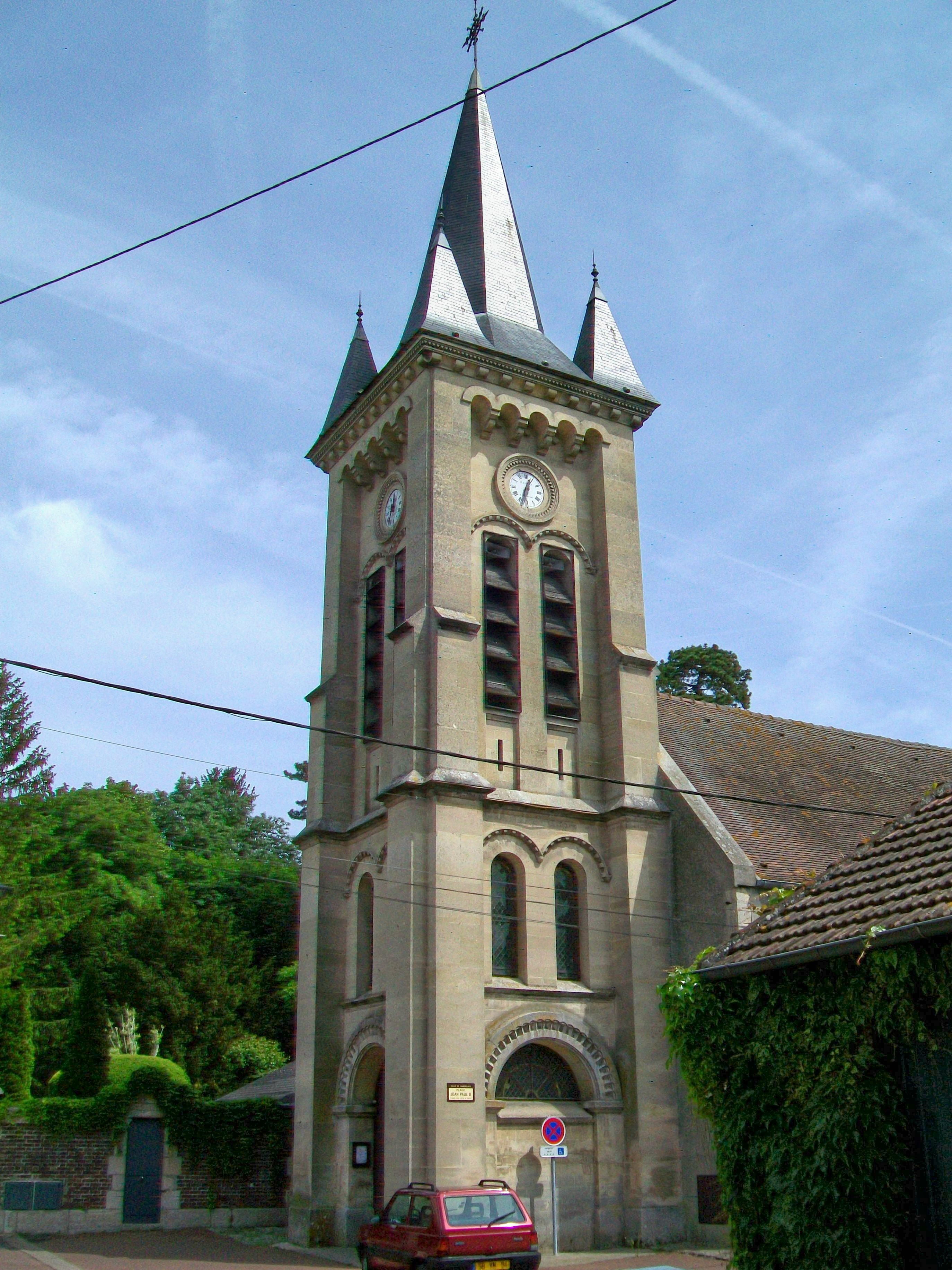
Колокольня церкви Святого Николая
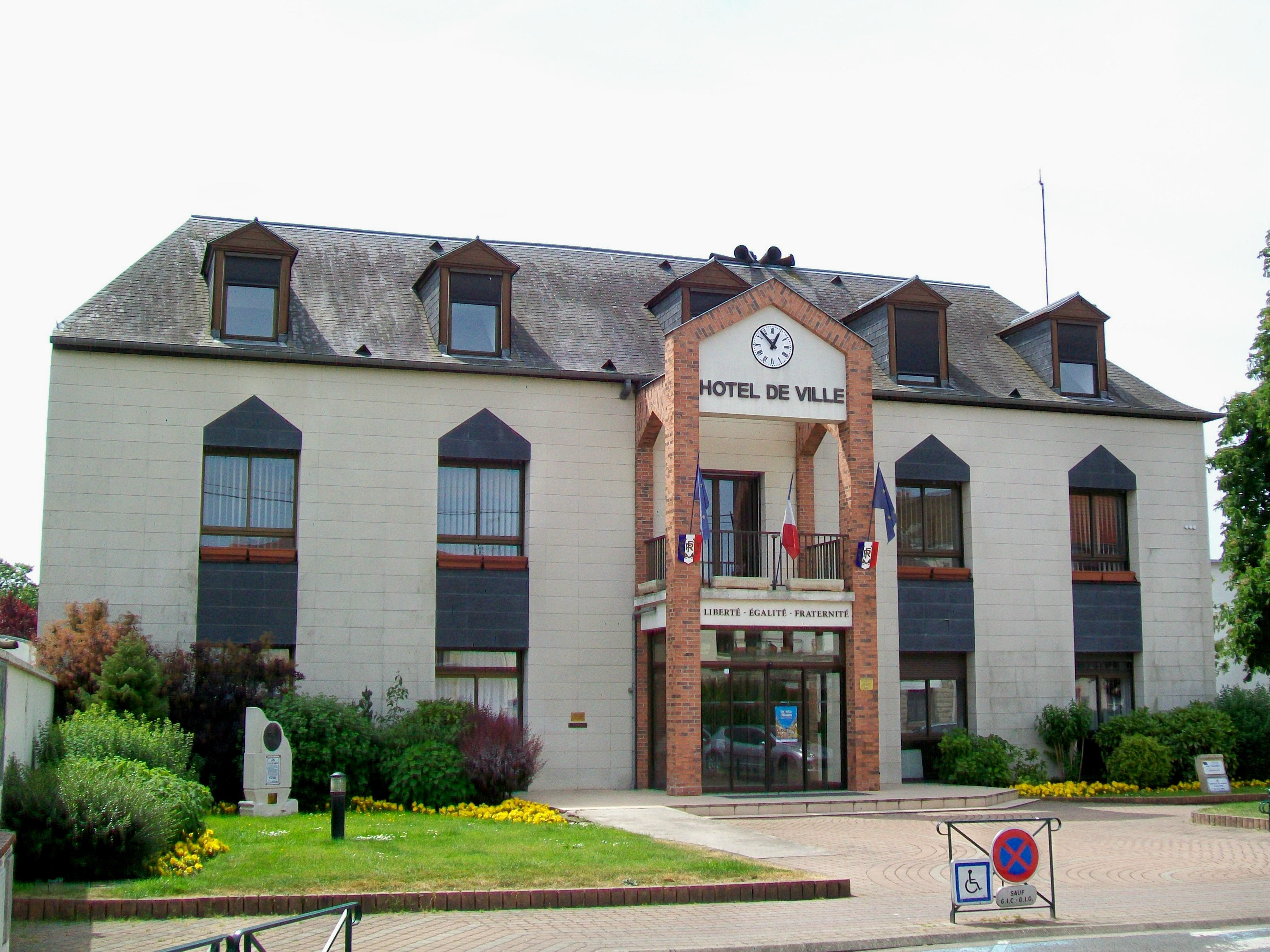
Здание мэрии

1. 1 2  база данных о французских коммунах — Национальный географический институт Франции, 2015.